# Зелёный мадагаскарский ткач
Зелёный мадагаска́рский ткач (лат. Ploceus nelicourvi) — птица из рода ткачей семейства ткачиковых. Является эндемиком Мадагаскара. Естественные места обитания — равнинные субтропические и тропические влажные леса.